# Busautour à joues grises
Butastur indicus
Espèce
Statut de conservation UICN

 LC  : Préoccupation mineure
Statut CITES
Le Busautour à joues grises (Butastur indicus) est une espèce de rapaces de la famille des Accipitridae.

## Description
Il mesure généralement entre 41 et 46 cm de longueur, ce qui en fait un rapace de taille moyenne. L'adulte a la tête, la poitrine et le cou gris, la gorge blanche, des moustaches noires, des bandes mésiales, le dos et la face supérieure des ailes bruns et des lignes brunes sur le ventre et le dessous des ailes qui sont blancs. Les deux sexes sont semblables. Le juvénile est brun tacheté au-dessus, pâle au-dessous avec des stries brunes et a un large sourcil blanc et le visage brun mais plus clair que les adultes.
Il vole en V peu profond.

## Alimentation
Il se nourrit de lézards, petits mammifères et de gros insectes.

## Répartition
Il se reproduit dans l'est de la Russie, le nord de la Chine, la Corée et le Japon, et passe l'hiver dans le Sud-Est asiatique.

## Habitat
C'est un oiseau de terres ouvertes.